# Contre (technique de combat)
Pour les articles homonymes, voir Contre.
 (août 2024).
Si vous disposez d'ouvrages ou d'articles de référence ou si vous connaissez des sites web de qualité traitant du thème abordé ici, merci de compléter l'article en donnant les références utiles à sa vérifiabilité et en les liant à la section « Notes et références ».
Le contre est une action offensive déclenchée pendant ou après l’attaque adverse. Le contre nécessite une bonne maitrise de la distance de combat et la faculté de l'adapter en fonction de la tournure que prend le combat.

## Caractéristiques
Le contre consiste à devancer l’intention d’attaque de l’adversaire où elle est formulée, qu’elle se traduise déjà ou non par un début d’action (juste avant le déclenchement, au tout début ou pendant l’attaque). L’adversaire n’a pas le temps de dessiner totalement son attaque et il n’y a pas la moindre interruption entre le début du geste de l’attaquant et celui du « contreur ». On dit que l’adversaire est contré « dans le temps » (bon timing). Le contre est souvent considéré comme le sommet de l’art du combat.
En sports de combat de percussion (boxe, escrime, karaté, etc.) le contre consiste à devancer l’attaque adverse en portant une offensive avec une échappée de la ligne d’attaque. Les coups dans l’axe direct sont les plus utilisés (car plus rapides) mais les attaques en coups circulaires et actions avec décalage sont également efficaces. L’exemple caractéristique en boxe est le coup de poing en contre croisé (cross-over) qui croise un coup adverse au même instant (voir illustration ci-dessous). À l’entraînement l’apprentissage de cette habileté s’appelle la « leçon de contres » où les attaques adverses sont annoncées à l’avance.
En sports de combat de préhension (lutte, judo, etc.) le contre sur les attaques par projection consiste à voler l’initiative au premier instant de l’attaque en utilisant l’action adverse à son avantage. Par exemple, sur une attaque en technique de hanche, surpasser et projeter en technique de bras. 

## Galerie

Boxe
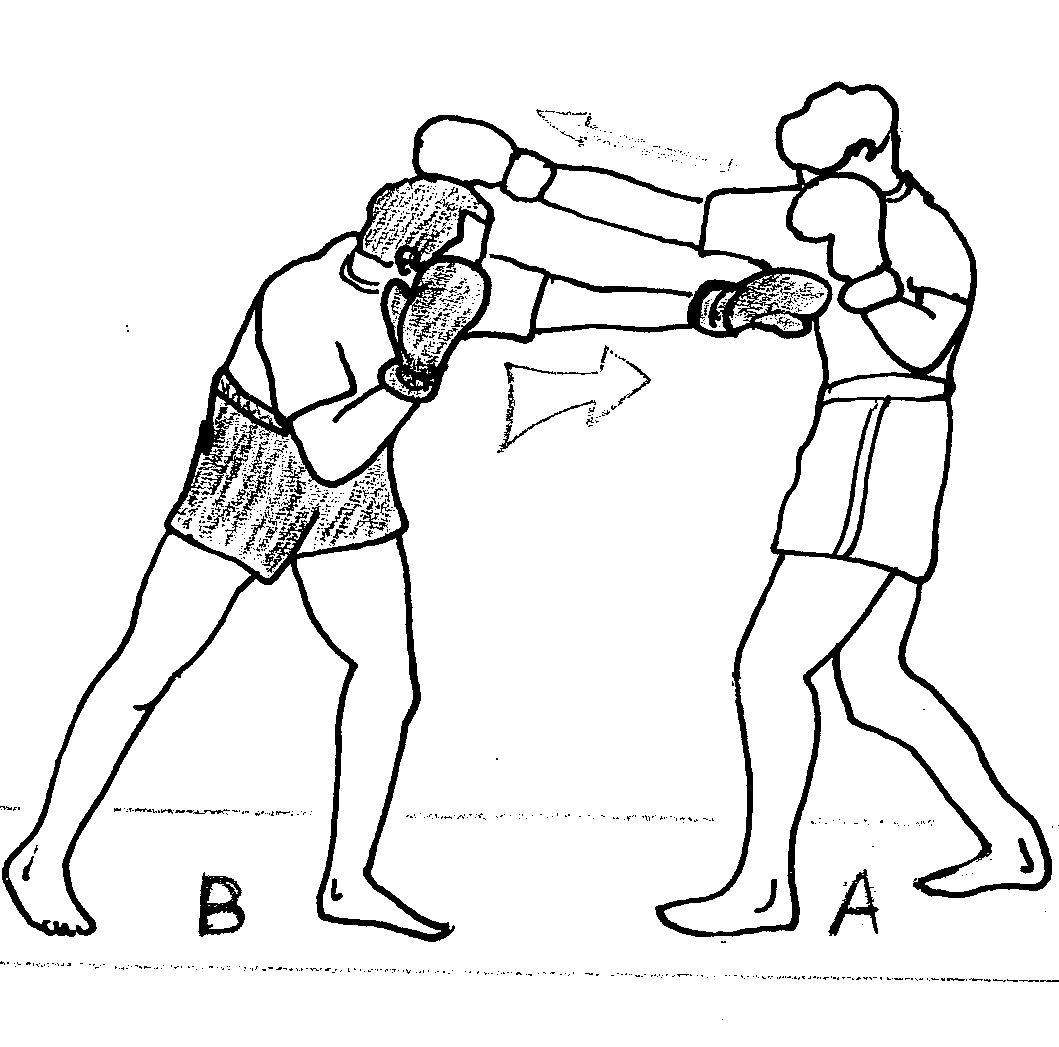
Contre en jab au corps lors d’une attaque en cross à la face.
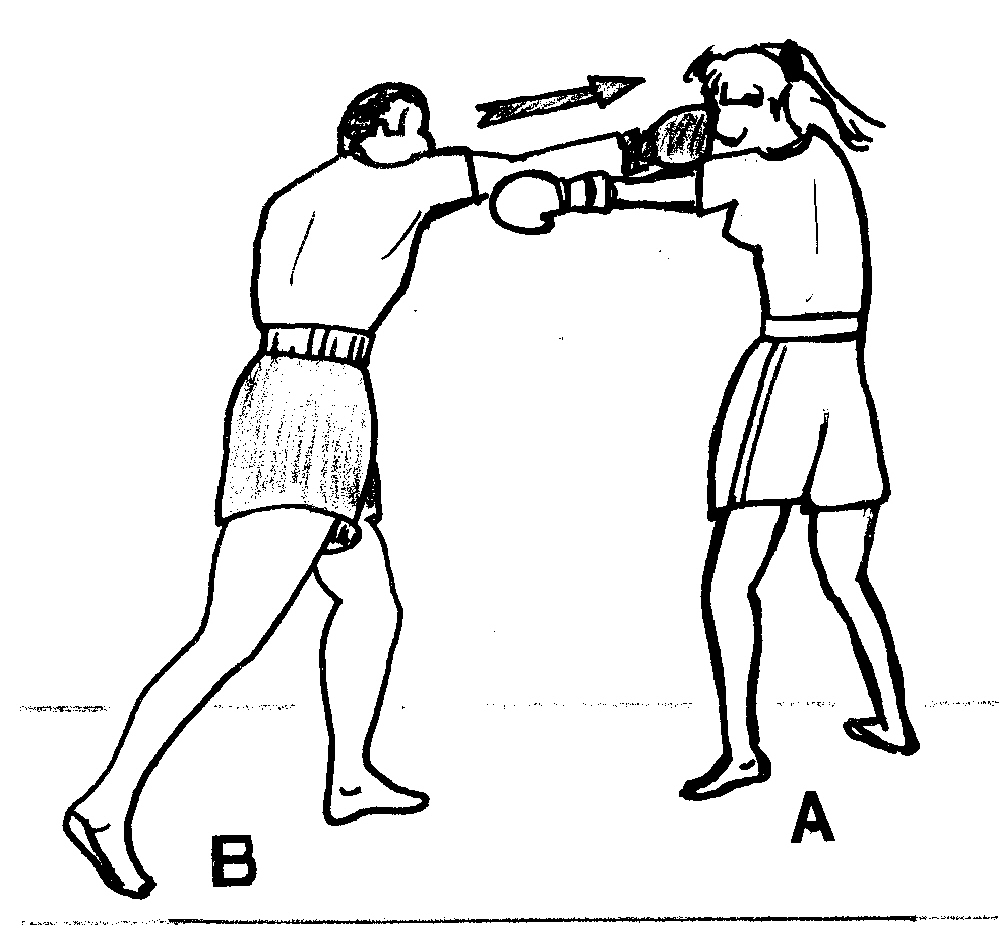
Cross-counter lors d’une attaque en jab.
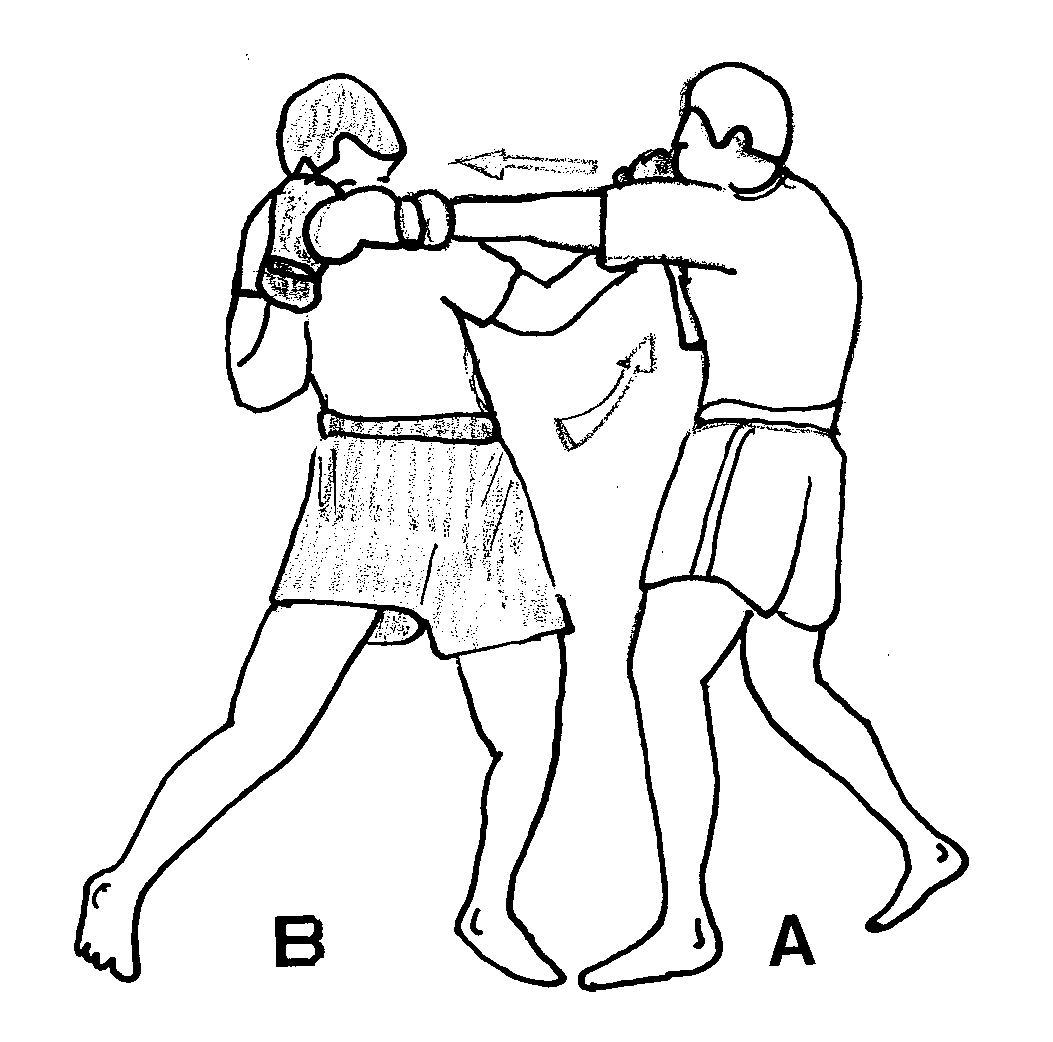
Contre en bolo-punch lors d’une attaque en jab.
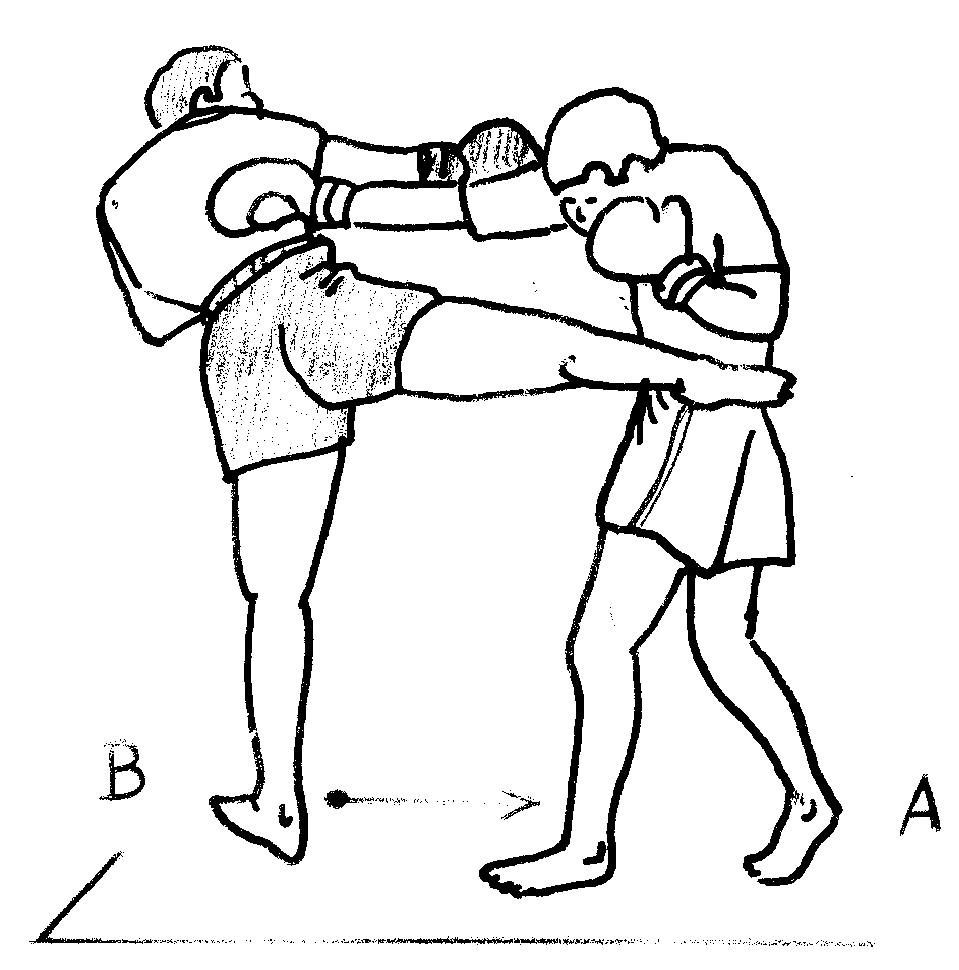
Contre en coup de pied circulaire sur une attaque en cross.